# Paragraf 175 (film)
Paragraf 175 (v originále Paragraph 175) je německo-britsko-americký dokumentární film z roku 2000, který režírovali Rob Epstein a Jeffrey Friedman. Film zachycuje vzpomínky pamětníků, kteří byli v letech 1933–1945 pronásledováni nacisty na základě § 175. V ČR byl uveden mimo jiné na festivalu Mezipatra v listopadu 2002.

## Děj
V letech 1933–1945 bylo na základě § 175 trestajícího sodomii odsouzeno asi 100  000 osob, většinou do vězení a káznic. 10 000 až 15 000 z nich bylo posláno do koncentračních táborů, z nichž přežilo konec války asi 4000. Z těchto osob se v roce 2000 podařilo dohledat jen šest žijících osob, které se odvážily hovořit na kameru o svých zážitcích, mnohdy vůbec poprvé ve svém životě.

## Ocenění
- Berlinale: Teddy Award za nejlepší dokument a cena FIPRESCI v sekci „Panorama“
- Sundance Film Festival: cena za režii
- San Francisco International Lesbian and Gay Film Festival: cena publika pro nejlepší dokument